# Teixeiras
Ne doit pas être confondu avec Teixeira ou Texeira.
Pour l’article homonyme, voir Viaduc de Teixeiras.
Teixeiras est une municipalité brésilienne de l'État du Minas Gerais et la microrégion de Viçosa.